# Флойд, Эдди
Э́дди Флойд (англ. Eddie Floyd; род. 25 июня 1937) — американский ритм-н-блюзовый певец и автор песен, популярный в 1960-х и 1970-х годах.
Его наиболее известная песня — «Knock on Wood» (первое место в ритм-н-блюзовом чарте «Билборда»), которая, по мнению музыкального сайта AllMusic, олицетворяет фирменный стиль лейбла Stax Records в его самый сильный период и является «одним из определяющих хитов мемфисского соульного звучания».
До этого выступал в составе группы The Falcons, которую соосновал в 1955 году. Самый известный хит группы — «You’re So Fine» (1959), лид-вокалистом на котором был Джо Стаббс, (англ. Joe Stubbs), позднее участник The Contours и 100 Proof Aged in Soul.

## Дискография
- См. статью «Eddie Floyd § Discography» в английском разделе.